# عرض مشاهرة (بعدان)

تعديل مصدري - تعديل

عرض مشاهرة محلة تابعة لقرية منزل حميد، التابعة لعزلة الدعيس بمديرية بعدان إحدى مديريات محافظة إب في الجمهورية اليمنية، بلغ تعداد سكانها 139 حسب تعداد اليمن لعام 2004.